# Kalács (település)
Kalács (1899-ig Kolacskó, szlovákul: Kolačkov, németül: Klautsch) község Szlovákiában, az Eperjesi kerület Ólublói járásában.

## Fekvése
Ólublótól 7 km-re délnyugatra, a Poprádtól délre fekszik.

## Története
A falu a 13. század második felében keletkezett, amikor III. András király a birtokot a szepesi káptalannak adta. Már a század végén felépült Mihály arkangyal tiszteletére szentelt temploma. Írott forrásban 1312-ben „Calacz” néven említik először. 1390-ig felerészben prépostsági, felerészben káptalani birtok volt. 1460 körül lakatlan, majd 1464-ben Péter prépost a soltészjog alapján a közeli Komlóskertről származó lakókkal telepítette be. Lakói mezőgazdasággal, állattartással, erdei munkákkal foglalkoztak. 1787-ben 72 háza volt 502 lakossal.
A 18. század végén Vályi András így ír róla: „KOLCSOVA. Kolacsko, Koles. Tót falu Szepes Vármegy. földes Ura a’ Tudományi Kincstár, az előtt a’ Lőcsei Jésovita Atyák’ birtokok vala, fekszik Szepes Várallyához nem meszsze, mellynek filiája, határbéli földgye jó, fája nem igen van elég.”
1828-ban 127 ház és 923 lakos volt a faluban. A 19. század első felében vashámor is épült a falu határában.
Fényes Elek 1851-ben kiadott geográfiai szótárában így ír a faluról: „Kolacskó, tót falu, Szepes vmegyében, egy völgyben, nagy hegyektől környezve, 950 r. kath. lakossal s plebániával. Szántóföldjei hegyeken vannak és igen soványak; keresztülfolyik egy sebes és ragadó patak. Van itt 6 urbéri telek, számtalan curialis zsellér, sok közbirtokos és sok birtoktalan nemes, kik szegénységükről ismeretesek. Majorsági birtok 300 hold, s ugyanennyi erdő. Ut. post. Késmárk.”
A vashámor az 1860-as évekig működött. 1864-ben a falu még két részre oszlott, az egyik része uradalmi birtok, a másik kisnemesi birtok volt. A trianoni diktátum előtt Szepes vármegye Ólublói járásához tartozott.
Az 1934. július 16-i nagy árvíz súlyos károkat okozott a községben.

## Népessége
| Év:            | 1994. | 2004.    | 2014.    | 2024.   |
| -------------- | ----- | -------- | -------- | ------- |
| Emberek száma: | 940   | 1043     | 1296     | 1281    |
| Eltérés:       |       | +10,95 % | +24,25 % | -1,15 % |

| Év:            | 2023. | 2024.   |
| -------------- | ----- | ------- |
| Emberek száma: | 1271  | 1281    |
| Eltérés:       |       | +0,78 % |

1910-ben 570, túlnyomórészt szlovák lakosa volt.
2001-ben 1026 lakosából 1022 szlovák volt.
2011-ben 1233 lakosából 1142 szlovák.

## Nevezetességei
- Mihály arkangyal arkangyal tiszteletére szentelt római katolikus plébániatemploma 1300 körül épült gótikus stílusban, 1787-ben klasszicista stílusban újjáépítették. Főoltára a 17. század második felében készült. Egyik támpillérén 1612-ben készült címeres emléktábla látható. Orgonája 1912-ben épült, berendezése 18. századi.